# Minge de volei

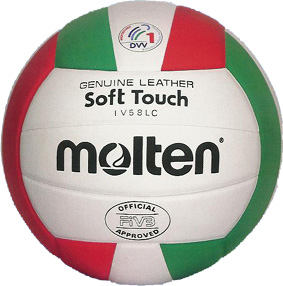
Minge de volei

O minge de volei este formată din panouri din piele (naturală sau sintetică) întinse în jurul unui cadru. Fiecare panou poate consta din trei secțiuni sau rânduri sau poate avea o structură diferită. Mingile moderne de la Mikasa au secțiuni inegale de galben și albastru cu o montură în diagonală. Mingea poate fi multicoloră sau complet albă. Circumferinta mingii 65-67 cm; greutate - 260-280 g. Presiune internă 0.29 – 0.32 bari (0,300 - 0,325 kgf / cm2 respectiv 294,3-318,82 hPa). Mingile de volei folosite la voleiul de plajă sunt puțin mai mari și au o presiune internă mai mică.
O minge de volei este o minge folosită pentru a juca volei de sală, volei pe plajă sau alte variante mai puțin obișnuite ale sportului. Mingile de volei sunt rotunde și constau în mod tradițional din optsprezece panouri aproape dreptunghiulare din piele sintetică sau naturală, dispuse în șase secțiuni identice a câte trei panouri fiecare, înfășurate în jurul unei vezici. O supapă permite reglarea presiunii interne a aerului. Într-o abordare nouă față de  construcția tradițională, în 2008, FIVB a adoptat ca minge oficială de interior o nouă Mikasa cu gropițe și doar opt panouri pentru un contact mai moale și un zbor mai bine direcționat.